# Statek wycieczkowy

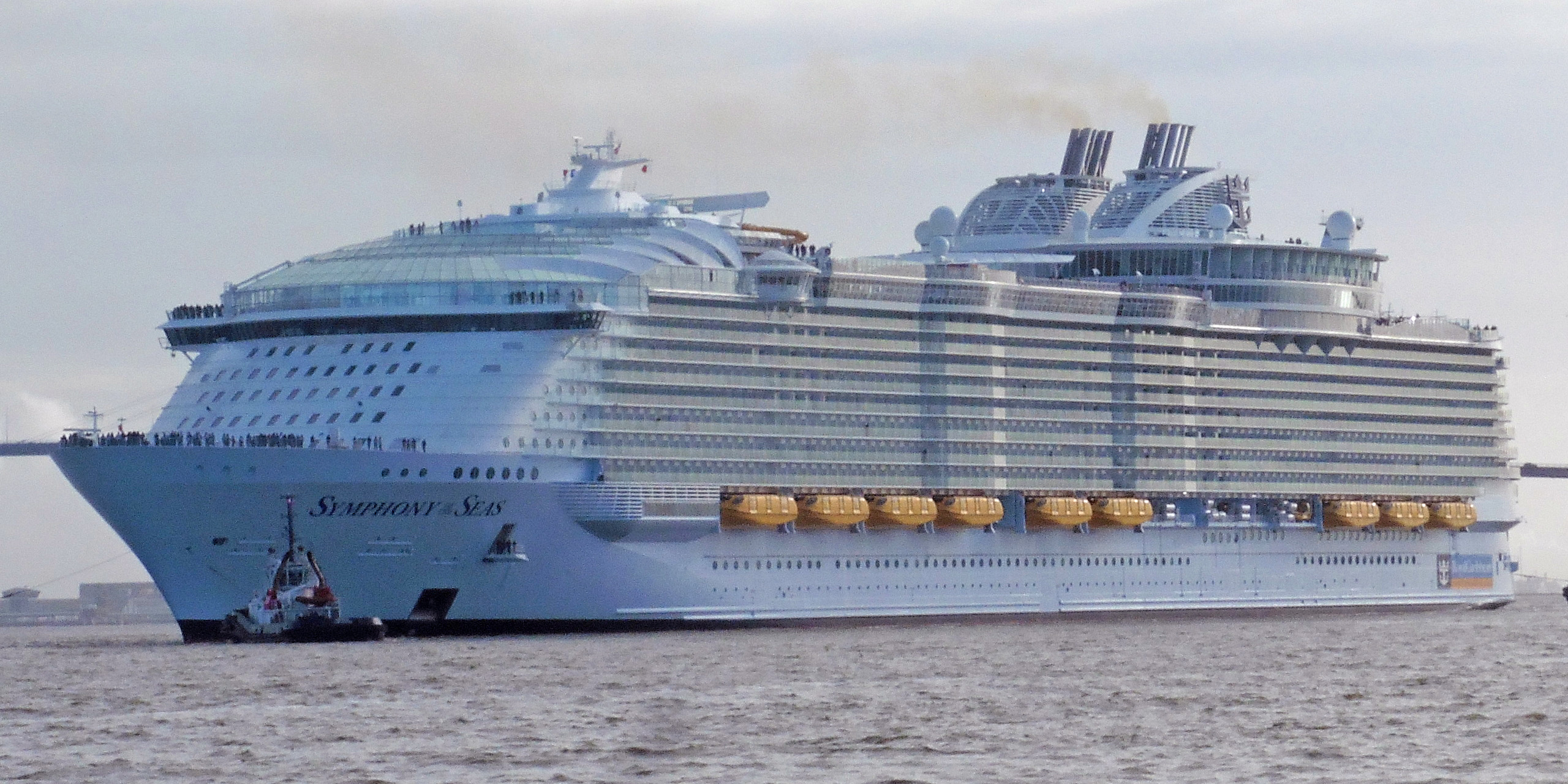
Wycieczkowiec Symphony of the Seas opuszczający port Saint-Nazaire (2018)

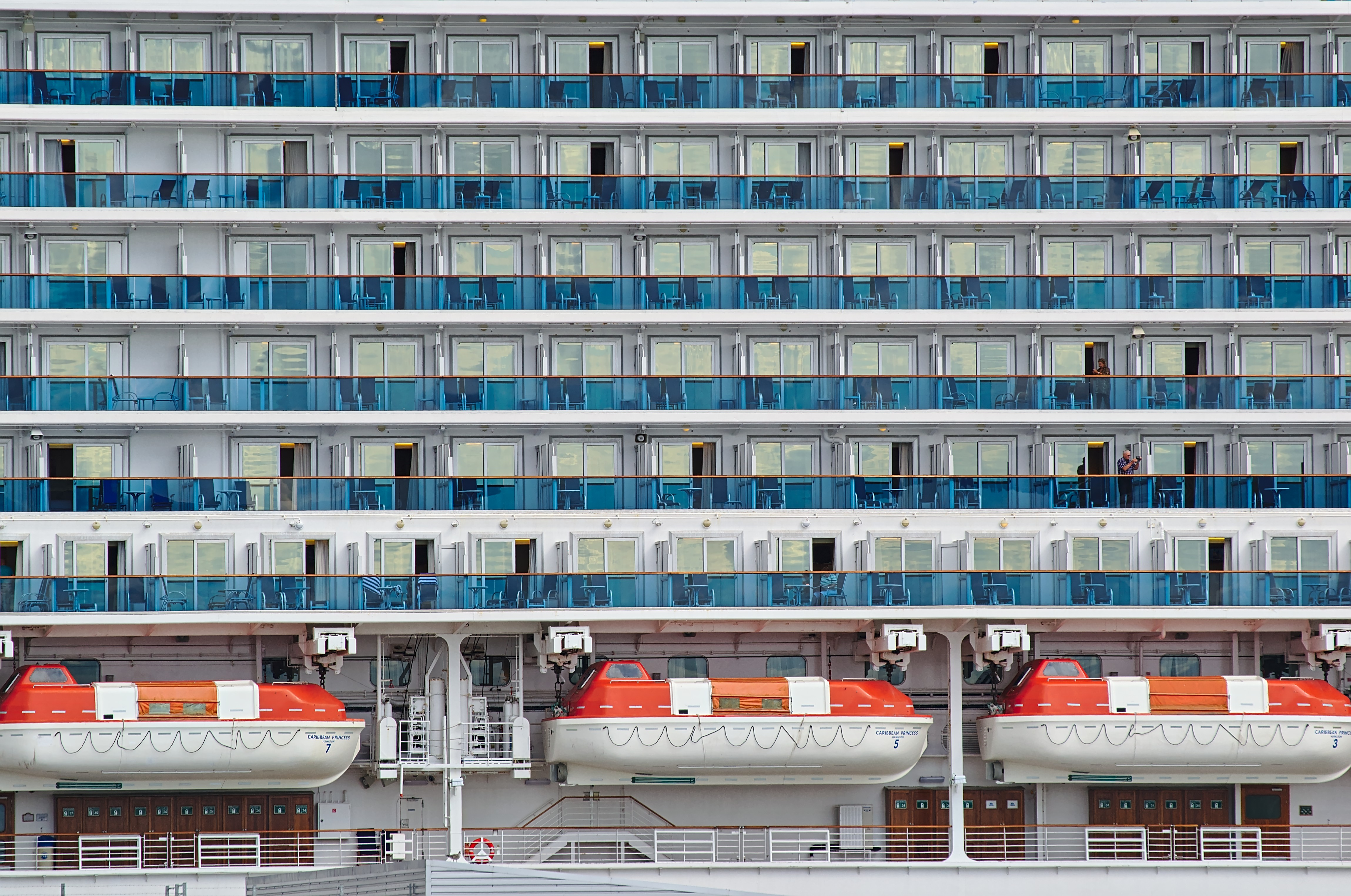
Balkony i łodzie ratunkowe statku wycieczkowego

Statek wycieczkowy (również wycieczkowiec) – statek kursujący po określonej trasie, zgodnie z uprzednio przyjętym planem, który obejmuje program turystyczny w różnych portach i który zwykle nie zabiera pasażerów ani nie pozwala pasażerom na zejście na ląd w trakcie podróży.
Wszyscy pasażerowie mają kajuty. Statek posiada na pokładzie obiekty służące rozrywce.

## Historia
Pierwszym wycieczkowcem zbudowanym w 1938 r. specjalnie dla masowej turystyki morskiej był niemiecki MS Wilhelm Gustloff o pojemności 25 484 BRT.
Po II wojnie światowej nastąpił stopniowy zmierzch regularnej żeglugi pasażerskiej. Statki przegrały konkurencję z samolotami. Linie pasażerskie traciły klientów i sezonowe wycieczki morskie nie zrównoważyły całorocznych kosztów utrzymania liniowców. Budowa dwóch największych statków pasażerskich po wojnie: SS France (1961) i RMS Queen Elizabeth 2 (1969) nie zmieniła trendu. Oba statki przynosiły straty armatorom i SS France został przebudowany na wycieczkowiec, a Queen Elizabeth 2 został zamieniony na pięciogwiazdkowy hotel w Dubaju.
SS France został wycofany z eksploatacji w 1975 r., a następnie zakupiony przez norweskiego armatora Knuta Klostera, który od 12 lat organizował rejsy wycieczkowe po Karaibach. Norwegian Caribbean Lines zmieniło jego nazwę na Norway. Armator inwestując 60 milionów dolarów zainstalował w ramach przebudowy dodatkowe kabiny zwiększając liczbę miejsc do 2400 (poprzednio 2044). Przedłużono rufowe pokłady słoneczne i zdemontowano część siłowni zmniejszając szybkość eksploatacyjną do 16 węzłów, ale jednocześnie zmniejszając zużycie paliwa. Na dziobie i rufie zainstalowano stery strumieniowe, które pozwoliły na samodzielne manewrowanie w portach. Statek po kilku latach od przebudowy pływając po Karaibach przynosił nowemu właścicielowi zyski.
Dla wycieczkowców zmieniono koncepcję żeglugi. Zmieniła się konstrukcja statków i organizacja przedsiębiorstw żeglugowych. Pasażer turysta wymagał innej usługi. Na pokładach przygotowano dla nich wiele atrakcji, to m.in. strefy rozrywki: aqua park dla dzieci, zakręcone zjeżdżalnie wodne, bary i restauracje, ścianki wspinaczkowe, boisko do koszykówki, siatkówki, baseny i jacuzzi, spa, centrum fitness, teatr, kino, kasyno, w tym pokój VIP, zabawy różnego typu. Największe z nich mają długość powyżej 350 metrów, szerokość 60–65 m i po kilkanaście pokładów. Mogą zabrać 5000–6000 pasażerów.